# Bandeira e escudo das Astúrias
A origem da bandeira das Astúrias remonta à época da Invasão Napoleónica, quando a Junta Geral do Principado das Astúrias se declarou soberana e criou um exército para responder aos invasores.

## Bandeira das Astúrias
A lei espanhola  4/1990, de 19 Dezembro, determina a legislação relativa ao uso da bandeira, tal como dimensões oficiais, lugar de colocação em cerimónias públicas, cores, etc.

### Descrição

Bandeira

O Estatuto de Autonomia para as Astúrias, artigo 3.1, estabelece que a bandeira do Principado das Astúrias é rectangular, com a Cruz da Vitória em ouro (amarelo PMS 109) sobre um fundo azul (PMS 829). 
A cruz, usada por Pelágio, no século VIII, durante a batalha que deu início à Reconquista de Espanha aos povos mouros, representa a vitória sobre o inimigo.
Dos braços da cruz pendem as letras gregas alfa maiúscula (Α) e ómega minúscula (ω), que representam o princípio e o fim (a infinita existência de Deus).
O eixo vertical da Cruz da Vitória dista da tralha meia largura da bandeira.
Na sua forma de gala ou de respeito, a bandeira é confeccionada em tafetá de seda, com a cruz de ouro e pedras preciosas. Nos restantes casos é elaborada com um tecido forte, natural ou sintético, com a cruz estampada ou sobreposta. Na sua versão para colocar noutros locais que não num mastro, a cruz situa-se ao centro.

## Escudo das Astúrias
O Escudo do Principado das Astúrias foi adoptado a 27 de Abril de 1984 e em 1985 foi adoptada uma versão mais simplificada.

### Descrição

Escudo oficial das Astúrias.

É rectangular, quadrilongo (com os lados menores em posição horizontal), com os extremos dos lados inferiores arredondados e uma ponta saliente no centro desse mesmo lado, com a proporção de seis de altura por cinco de largura.
Sobre o campo de azul está a Cruz da Vitória, de ouro, guarnecida de pedras preciosas de várias cores, com as letras alfa maiúscula (Α) e a letra ómega minúscula (ω), pendendo de cada um dos seus braços.
Escrito em letras douradas, do “flanco” direito até ao esquerdo, em latim, está o lema HOC SIGNO TVETVR PIVS - HOC SIGNO VINCITVR INIMICVS (com este símbolo defende-se o piedoso - com este símbolo vence-se o inimigo).
No topo tem a Coroa Real fechada, cravada de pedras preciosas e filas de pérolas, forrada a vermelho.
Em 1985, legislou-se uma versão mais simplificada do escudo para uso exclusivo da Administração do Principado. Segundo a lei que regula o uso deste escudo, ele não poderá ser usado como símbolo de identificação de nenhuma outra instituição, pública ou privada, que não seja o Principado das Astúrias.
Por lei, o escudo goza da mesma protecção que têm os demais símbolos de Espanha, devendo este figurar em:
- documentos que contêm leis da Junta Geral, promulgadas pelo presidente do Principado das Astúrias em nome do rei de Espanha;
- documentos, impressos e selos de uso oficial das Astúrias;
- publicações oficiais do Principado;
- títulos que creditam as condecorações;
- distintivos oficiais usados pelas diferentes autoridades do Principado;
- diplomas ou títulos de qualquer classe expedidos pelas autoridades do Principado;
- edifícios e estabelecimentos da Administração Autónoma asturiana.

## Outras Bandeiras e Símbolos Históricos

### Bandeiras históricas

Bandeira Real de Ramiro I (842 - 850)
A Asturina

A Asturina é a bandeira reivindicativa nacionalista, não oficial, usada como símbolo da luta revolucionária por alguns partidos de Esquerda.